# Primærrute 21
De Primærrute 21 is een hoofdweg in Denemarken. De weg loopt van Kopenhagen via Roskilde en Holbæk naar Randers. De Primærrute 21 loopt over het eiland Seeland en over het schiereiland Jutland en is ongeveer 165 kilometer lang. Tussen Seeland en Jutland is een veerverbinding.

## Holbækmotorvejen
Tussen Kopenhagen en Holbæk is de Primærrute 21 uitgebouwd tot autosnelweg, de Holbækmotorvejen. Tussen Roskilde en Holbæk loopt de Primærrute 23 ook over deze autosnelweg.